# Anabelle Prawerman
Anabelle Prawerman (* 13. Januar 1963 in Paris) ist eine ehemalige französische Volleyball- und Beachvolleyballspielerin.

## Karriere Hallenvolleyball
Prawerman hatte von 1980 bis 1989 289 Einsätze in der französischen Nationalmannschaft.

## Karriere Beachvolleyball
Prawerman spielte ihre ersten Beach-Turniere 1994 mit Joëlle Feumi-Jantou und gewann die französische Meisterschaft. Ab 1995 war Brigitte Lesage ihre Partnerin. Bei den Olympischen Spielen 1996 mussten sich die beiden Französinnen nach zwei Siegen in der Vorausscheidung im Achtelfinale den US-Amerikanerinnen McPeak/Reno geschlagen geben. 1998 bildete sie ein neues Duo mit Cécile Rigaux. Ein Jahr später belegten Rigaux/Prawerman den 17. Rang bei der WM in Marseille. Anschließend erreichten sie bei der Europameisterschaft in Palma das Finale, das sie gegen die Italienerinnen Bruschini/Solazzi verloren. 1999 gewannen sie auch die nationale Meisterschaft. Beim olympischen Turnier 2000 wurden sie Neunte, nachdem sie in der ersten Runde gegen die Deutschen Maike Friedrichsen und Danja Müsch gewonnen hatten und im Achtelfinale den Australierinnen Gooley/Manser unterlegen waren.